# Alfred Brendel
Alfred Brendel (Vízmberk, 5 januari 1931 – Londen, 17 juni 2025) was een Oostenrijks pianist, geboren in het toenmalige Tsjecho-Slowakije en later woonachtig in het Verenigd Koninkrijk. Brendel is een van de befaamdste pianisten uit de tweede helft van de twintigste eeuw. Grote bekendheid verwierf hij met zijn interpretaties van de werken van Mozart, Haydn, Beethoven, Schubert, Schumann, Brahms en Liszt. 

## Levensloop
Enkele jaren na zijn geboorte verhuisde de familie Brendel van Vízmberk naar Zagreb. Hier kreeg hij zijn eerste pianolessen. Gedurende de Tweede Wereldoorlog verbleef hij met zijn familie in Graz, waar hij lessen in harmonieleer volgde. In het laatste oorlogsjaar werd de 14-jarige Alfred naar Joegoslavië gestuurd om loopgraven te graven. Het gevolg was dat hij werd opgenomen met verschijnselen van onderkoeling. 
In 1948 gaf hij in Graz zijn eerste recital. Dit gaf hij de naam De fuga in de pianoliteratuur. Naast werken van Bach, Brahms en Liszt speelde hij eigen composities. Toch besloot Brendel zich meer te concentreren op het pianospel, waardoor het componeren op de achtergrond verdween. Zijn eerste opname verscheen toen hij 21 jaar oud was. Deze uitvoering van het Pianoconcert nr. 5 van Prokofjev was de eerste van een omvangrijke reeks aan opnamen. In ruim een halve eeuw heeft Brendel een internationale carrière opgebouwd met vele optredens en opnamen over de gehele wereld. Vanwege zijn doordachte spel wordt hij door sommige muziekcritici wel "de intellectueel onder de pianisten" genoemd. 
In de jaren zeventig vestigde hij zich in Hampstead, Londen. Hij was vanaf 1972 erelid van de Royal Academy of Music en vanaf 1989 Honorary Knight of the Order of the British Empire (KBE). Op 18 december 2008 sloot Brendel zijn carrière af in de Musikverein te Wenen, waar hij het Jeunehomme pianoconcert in Es, KV 271 van Mozart speelde.
Brendel overleed thuis in Londen.

## Persoonlijk
Brendel was van 1960 tot 1972 getrouwd met Iris Heymann-Gonzala. Zij kregen een dochter, Doris. In 1975 hertrouwde hij met Irene Semler. Hun kinderen zijn de cellist Adrian Brendel en de dochters Katharina en Sophie.
In zijn vrije tijd was Brendel voortdurend op zoek naar onbedoelde humor en bestudeerde hij de architectuur uit de Midden-Europese barok.

## Publicaties
Brendel was niet alleen pianist, maar ook essayist, vooral over muziek, en dichter van surrealistisch aandoende poëzie.

#### Essays
- Musical Thoughts and Afterthoughts (1976)
- Music Sounded Out (1990)
- Alfred Brendel on Music (verzamelde essays) (2001)
- Me, of All People (ook als The Veil of Order), gesprekken met Martin Meyer (2002)
  - Nederlands: Uitgerekend ik. Gesprekken over muziek met Martin Meyer. Vert. Willem Bruls. Amsterdam, Wereldbibliotheek, 2002. ISBN 90-284-1961-6
- Wunderglaube und Mißtonleiter. Hanser, Munich 2014, ISBN 978-3-446-24618-8

#### Poëzie
- Fingerzeig (1996)
  - Nederlands: Een vinger te veel. 89 literaire variaties. Vert. Tinke Davids (1998). Amsterdam, Van Gennep, 1998. ISBN 90-5515-214-5
- Störendes Lachen während des Jaworts (1997)
- Kleine Teufel (1999)
- Spiegelbild und schwarzer Spuk (2003)

## Prijzen (selectie)
- 1989 - Honorary Knight Commander of the Order of the British Empire
- 2001 - Beethoven-Ring of the Vienna Music University
- 2002 - Léonie Sonning Music Prize
- 2004 - Ernst von Siemens Muziekprijs
- 2008 - Praemium Imperiale
- 2008 - Herbert von Karajanprijs
- 2011 - Franz Lisztprijs
- 2016 - ECHO Klassik Lifetime Achievement Award